# هربرت بیرچناف
هربرت بیرچناف (انگلیسی: Herbert Birchenough; ۲۱ سپتامبر ۱۸۷۴ – ۲۸ فوریهٔ ۱۹۴۲) بازیکن فوتبال اهل بریتانیا بود.
از باشگاه‌هایی که در آن بازی کرده‌است می‌توان به باشگاه فوتبال گلوسوپ نورث اند، باشگاه فوتبال نانت‌ویچ، باشگاه فوتبال کرو آلکساندرا، باشگاه فوتبال منچستر یونایتد، و باشگاه فوتبال پورت ویل اشاره کرد.